# Lee Won-hee
Lee Won-hee (kor. 이원희; ur. 19 lipca 1981) – południowokoreański judoka. Złoty medalista olimpijski z Aten 2004, w wadze lekkiej.
Triumfator mistrzostw świata w 2003, igrzysk azjatyckich w 2006, mistrzostw Azji w 2003 i uniwersjady w 2003 roku.

## Letnie Igrzyska Olimpijskie 2004
| Konkurencja | Rundy eliminacyjne        | Rundy eliminacyjne  | Rundy eliminacyjne       | Runda finałowa       | Runda finałowa          | Klas. końcowa |
| Konkurencja | Przeciwnik I              | Przeciwnik II       | Przeciwnik III           | 1/2                  | Finał                   | Miejsce       |
| ----------- | ------------------------- | ------------------- | ------------------------ | -------------------- | ----------------------- | ------------- |
| 73 kg       | Anatolij Łariukow (BLR) Z | Jimmy Pedro (USA) Z | Hennadij Biłodid (UKR) Z | Victor Bivol (MDA) Z | Witalij Makarow (RUS) Z | 1.            |